# Gouvernorat de Mahdia
Pour les articles homonymes, voir Mahdia (homonymie).
Le gouvernorat de Mahdia (arabe : ولاية المهدية), créé le 5 juin 1974, est l'un des 24 gouvernorats de la Tunisie. Il est situé dans l'est du pays et couvre une superficie de 2 966 km2, soit 1,8 % de la superficie du pays. Il abrite en 2024 une population de 449 985 habitants. Son chef-lieu est Mahdia.

## Histoire
Les Carthaginois s'installent au IXe siècle av. J.-C. jusqu'au IIe siècle. Dès le IIIe siècle, la ville de Thysdrus (actuelle El Jem) s'érige en seconde ville de l'Afrique romaine. Entre 916 et 921, les Fatimides choisissent Mahdia pour établir leur capitale. Au XVIe siècle, la ville est prise par les Espagnols.
Le gouvernorat de Mahdia est créé par le décret du 9 mars 1974 après avoir fait partie du gouvernorat de Sousse.

## Géographie
Le gouvernement est délimité au nord par le gouvernorat de Monastir, à l'est par la mer Méditerranée (75 kilomètres de côtes), au sud par le gouvernorat de Sfax et à l'ouest par le gouvernorat de Kairouan. La température moyenne est de 23 °C et la pluviométrie annuelle varie entre 200 et 300 millimètres.
Administrativement, il est découpé en treize délégations, 18 municipalités et 98 imadas,.
| Délégation                                    | Population en 2024 (habitants) |
| --------------------------------------------- | ------------------------------ |
| Bou Merdes                                    | 37 089                         |
| Chebba                                        | 31 137                         |
| Chorbane                                      | 29 059                         |
| El Bradâa                                     | 13 659                         |
| El Jem                                        | 55 976                         |
| Essouassi                                     | 58 683                         |
| Hebira                                        | 11 617                         |
| Ksour Essef                                   | 38 567                         |
| Mahdia                                        | 74 504                         |
| Melloulèche                                   | 23 890                         |
| Ouled Chamekh                                 | 23 893                         |
| Rejiche                                       | 11 603                         |
| Sidi Alouane                                  | 40 308                         |
| Sources : Institut national de la statistique |                                |

## Politique

### Gouverneurs
Voici la liste des gouverneurs de Mahdia depuis la création du gouvernorat :
- Ezzedine Salâani (1974-1976)
- Noureddine Hached (1976-1978)
- Ameur Ghedira (1978-1979)
- Néjib Drissi (1979-1980)
- Moncef Ben Gharbia (1980-1982)
- Amor Latiri (1982-1986)
- Abdelwaheb Jemal (1986-1988)
- Mohamed Ben Nasr (1988-1990)
- Mohamed Ridha Mokrani (1990-1993)
- Hédi Ayèche (1993-1997)
- Mohamed Hechmi Gouadria (1997-2000)
- Kamel Ben Ali (2000-2002)
- Mohamed Lamine Abed (2002-2005)
- Kamel Labassi (2005-2006)
- Taieb Aloui (2006-2009)
- Hichem Ben Ahmed (2010-2011)
- Amor Jebbari (2011)
- Mohamed Najem Gharsalli (2011-2015)
- Faouzi Ghrab (2015[3]-2016)
- Mohamed Bouden (2016[4]-2019)
- Abdelfattah Chakchouk (2019[5]-2024[6])
- Anis Laadhari (depuis 2024[7])

### Maires
Voici la liste des maires des 18 municipalités du gouvernorat de Mahdia dont les conseils municipaux ont été élus le 6 mai 2018 et présidés par les maires suivants :
- Bou Merdes : Riad Hadj Ahmed[8]
- Chebba : Houcine Nasri[réf. nécessaire]
- Chorbane : Moufida Nawali[réf. nécessaire]
- El Bradâa : Hédi Saïd[réf. nécessaire]
- El Jem : Adel Farhat[9]
- Essouassi : Maher Nouri[10]
- Hebira : Mohamed Hadj Hassine[11]
- Hkaima : Mohamed Sahraoui[réf. nécessaire]
- Kerker : Mohamed Ben Mohamed[réf. nécessaire]
- Ksour Essef : Abdelhamid Bouzidi[10]
- Mahdia : Faïza Boubaker Belkhir[12]
- Melloulèche : Imen Hadj Amor[13]
- Ouled Chamekh : Mohsen Ben Abdallah[14]
- Rejiche : Noureddine Krifa[réf. nécessaire]
- Sidi Alouane : Lotfi Abdallah[réf. nécessaire]
- Sidi Zid : Mohamed Romdan Chihi[réf. nécessaire]
- Tlelsa : Sofien Mabrouk[réf. nécessaire]
- Zelba : Abdessattar Bouzid[réf. nécessaire]

## Économie
Le gouvernorat est connu pour sa vocation agricole : amandier, qui couvre 23 000 hectares, cultures irriguées et élevage bovin, Mahdia étant le deuxième bassin laitier du pays. Mais elle reste une région fondamentalement oléicole avec 4,8 millions d'oliviers plantés sur une superficie de 143 000 hectares. 
Parmi les autres secteurs de l'économie, on peut citer la pêche (avec les ports de Mahdia, Salakta, Chebba et Melloulèche) ; elle participe à 15 % de la production nationale.  
Il existe également 145 entreprises manufacturières dont 75 unités totalement exportatrices répartis comme suit :
- 93 industries textiles, de l'habillement et de la confection ;
- trois industries diverses ;
- quatre industries mécaniques, métallurgiques et électroniques ;
- deux industries chimiques ;
- 34 industries agroalimentaires ;
- neuf industries de matériaux de construction, de céramique et de verre.

Le tourisme est en plein développement depuis quelques années. La capacité totale d'accueil s'élève à 6 700 lits répartis sur 23 unités hôtelières.

## Sport
- Association sportive féminine de Mahdia
- Avenir sportif de Rejiche
- Basket-ball Club de Mahdia
- Club de handball de Ksour Essef
- Club sportif d'Ouled Chamekh
- Club sportif de Hiboun
- Croissant sportif chebbien
- Espoir sportif de Chorbane
- Espoir sportif de Rejiche
- Étoile sportive d'El Jem
- Flambeau sportif de Essouassi
- Horizon sportif de Kerker
- Jeunesse sportive de Bou Merdes
- El Makarem de Mahdia
- Nouhoudh sportif de Sidi Alouane
- Union sportive de Ksour Essef

## Jumelage
Le Conseil régional de Mahdia est jumelé avec le conseil général de la Loire-Atlantique et de Haute-Savoie (France).